# Векуа, Андро
Андро Векуа — грузинский художник. Живёт и работает в Цюрихе и Берлине.

## Биография
Родился в 1977 году в Сухуми. Отец — Вова Векуа, политический активист, сторонник независимости Грузии от СССР. Погиб во время демонстрации в 1989 году от рук абхазских националистов.
После отделения Грузии от СССР вместе с семьей в 1992 году переехал из Сухуми в Тбилиси. В 1995 году эмигрировал из Грузии, жил в Швейцарии, где в 1998 году окончил Школу визуальных искусств в Базеле. В 2007 году переехал в Берлин.

## Творчество
Художник работает в различных техниках — видео, инсталляция, живопись, объекты, скульптура. Работы Андро Векуа, с одной стороны, посвящены проблеме исторической памяти и травмы, связанной с драматическими событиями вокруг Сухумских волнений 1989 года и последующей вынужденной эмиграцией его семьи. С другой стороны, его вещи, по выражения обозревателя The Calvert Journal Анастасии Фёдоровой, — «картины мрачной и загадочной современности, незаметно переходящей в антиутопическое будущее, проступающее и визионерских скульптурах Векуа, его инсталляциях и картинах».

Это память, что ведет к меланхолии, становится навязчивой, но также и исцеляет. Рисунки, коллажи, принты и картины Векуа можно прочесть как образы памяти людей, не сломленных, но при этом погруженных в себя. Они требуют сконцентрироваться на них интенсивно, насколько это возможно. Эти образы сами — словно наш дом, но едва ли взывают к домашнему ощущению спокойствия и уюта. Как и многие художники его поколения, Векуа вновь обращается к словарю классического авангарда. Но абстракция, сюрреализм и эстетика Баухауза в его трактовке не ведут к социальной утопии и эмансипации, но становятся приватными, частными …
— Flash Art
Фильм Like a Lily in My Back (2003) состоит из нарезок из архивных видеосъемок времен детства художника, включая сцены похорон его отца.
В видео By The Window (2008) зритель видел сидящую в комнате фигуру, на заднем плане сменяют друг друга морские пейзажи, здания и кинофрагменты с размытыми очертаниями людей, а затем комнату озаряют всполохи неонового света, идущие извне.
Типичные скульптуры Векуа — выполненные в натуральную величину человеческие манекены из воска и строительной пены. Его персонажи как правило изображены с закрытыми глазами и с цветной маской, напоминающей отпечаток лица, сделанного посмертно, а на теле видны пятна и потеки краски. Скульптура «Вон из моей комнаты» (2006) — манекен сидящего за столом и закинувшего на него ноги юноши, вокруг которого развешаны коллажи предположительно авторства этого же персонажа. Работа «Умер бог, но не девочка» (2008) — полулежащая на стуле девушка, фигура которой помещена в стеклянную витрину. «Кроссовки II» (2008) — сидящая на стуле девушка в кроссовках, «уронившая» на руки голову, поверх головы наложена синяя маска.
На 54-й Венецианской биеннале современного искусства ILLUMInations (2011, куратор Биче Куригер) в рамках основного проекта биеннале были показаны работы Векуа из серии Pink Wave Hunter (2010—2011) — макеты зданий в Сухуми, воссозданные художником по памяти или по архивным фотографиям. В 2014 году проект был показан на персональной выставке художника в Музее Бенаки в Афинах.
Конструируя свой субъективный словарь, основанный на воспоминаниях детства и дополненный картинками из Интернета и фотографиями, полученными от друзей или недавних гостивших в регионе туристов, Векуа создает интимные архитектурные модели сухумских отелей, домов, кафе и административных зданий, которые раскрывают город с его персональной точки зрения и одновременно давая коллективный взгляд на него. <…> модели создаются им из различных материалов — бетона, гипса, воска, алюминия, бронзы. Почти всегда монохромные, они вступают в решительный контраст с картинами, коллажами, фильмами и скульптурами художника.
В 2014 года в галерее Sprüth Magers в Лондоне прошла выставка Андро Векуа Some Pheasants in Singularity. На ней были представлены картины художника, тяготевшие к абстракции, скульптура в виде девочки верхом на волчице, а также выполненные в натуральную величину человеческие манекены в неестественных для человеческого тела позициях, свисавшие с потолка на подвижных конструкциях.
В январе 2017 года в Gladstone Gallery в Нью-Йорке показал новую серию живописных работ — цикл экспрессионистских портретов и пейзажей, отсылавших к фрагментам его биографии и основанных на субъективных воспоминаниях.
Первая персональная выставка Андро Векуа в Москве под названием «Дельфин в фонтане» открылась в 2018 году в Музее современного искусства «Гараж» (куратор — Екатерина Иноземцева). На ней были представлены работы разных лет: видео By The Window, скульптура наездницы на волчице и живопись.